# Bisbat de Hildesheim

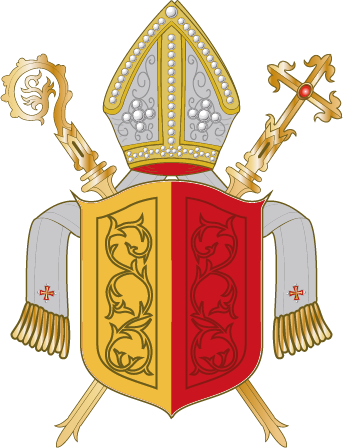
Escut

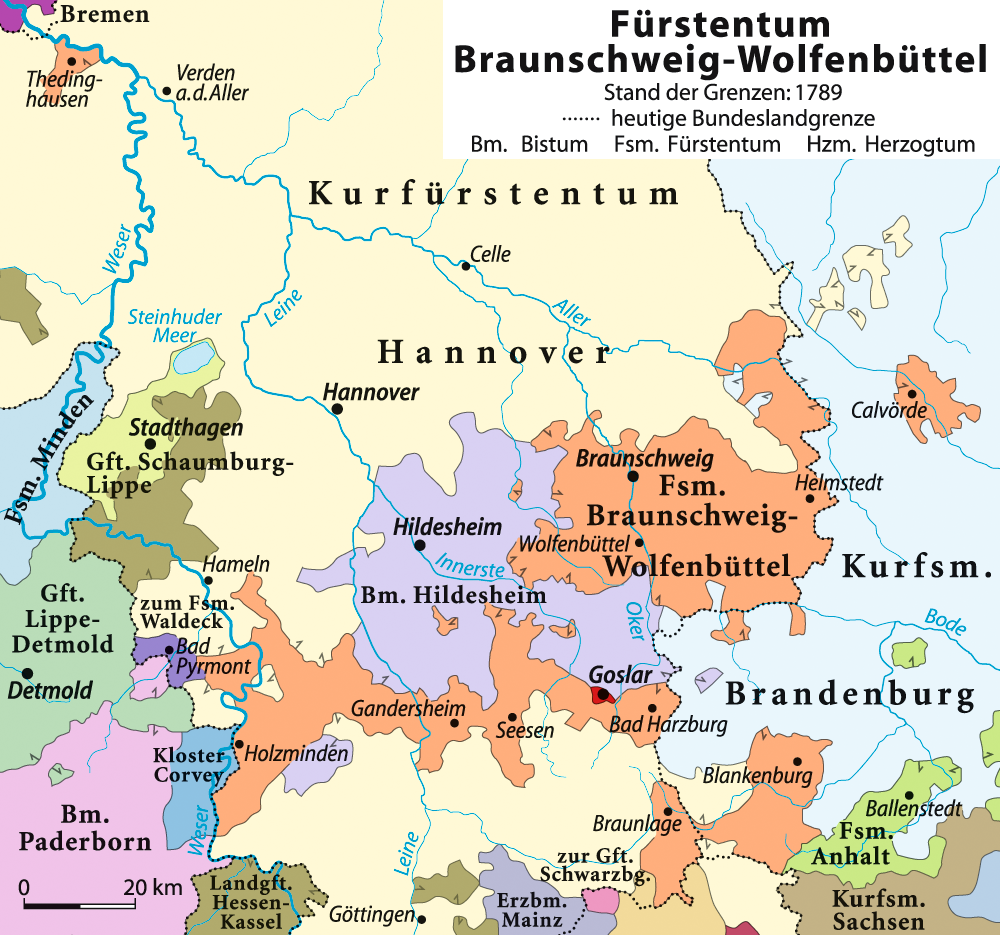
Mapa el 1789; el territori no havia tingut modificacions des de 1648

El bisbat de Hildesheim o Principat-bisbat d'Hildesheim (alemany Hochstift Hildesheim) fou un estat del Sacre Imperi Romanogermànic a l'edat mitjana i fins a 1803. Era el territori de govern temporal dels bisbes que d'altra banda tenien poder espiritual sobre la Diòcesi d'Hildesheim, i per això tenien funcions seculars i religioses com príncep-bisbes i bisbes. La capital i seu del bisbat era Hildesheim.

## Història
Després que el Ducat de Saxònia hagués estat conquerit pel Regne Franc, l'emperador Carlemany va fundar el 800 una diòcesi missionera a la seva cort d'Ostflia a Elze (Aula Caesaris), a uns 19 km a l'oest d'Hildesheim. El seu fill Lluís I el Pietós establia el bisbat a Hildesheim el 815, dedicat a la Verge Maria.

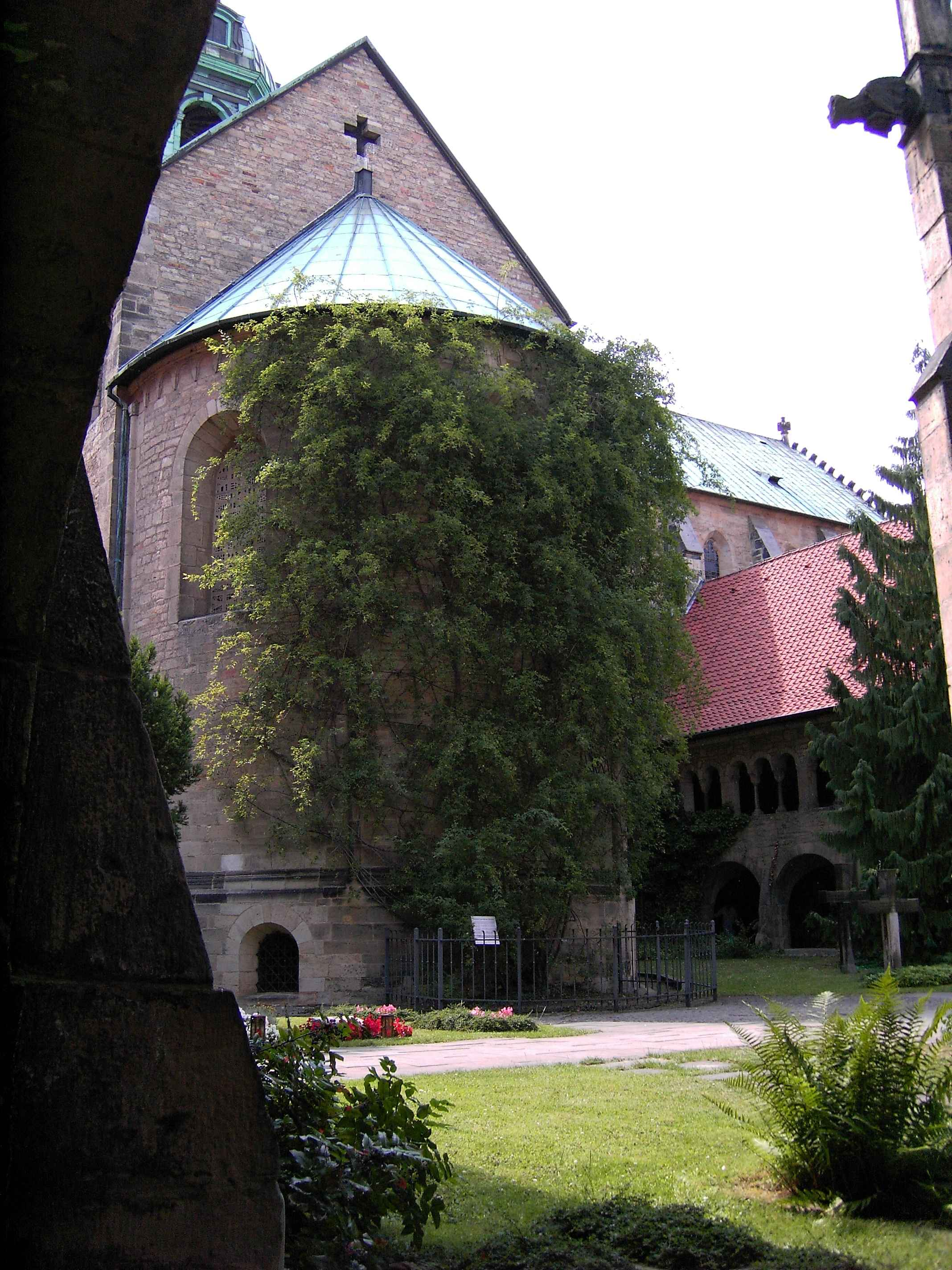
Millennium Rose

Segons la llegenda difosa pels Germans Grimm, el rei estava caçant al bosc d'Elze a l'hivern, quan es va adonar que havia perdut el seu penjoll amb la relíquia de la Verge Maria. Va enviar els seus assistents que finalment descobriren un arbust de roses florides amb la relíquia a les seves branques, de les quals no va deixar que fos treta. Lluís va fer construir per les roses una capella que després fou la catedral de Santa Maria d'Hildesheim. Un roser silvestre (rosa canina) encara creix a l'absis de la catedral, i fou anomenada Rosa del Mil·lenni (Tausendjähriger Rosenstock).
El seu fill Lluís el Germànic va nomenar el famós ex arquebisbe de Reims, Ebbo, com a bisbe d'Hildesheim, entre 845 i 847. El successor d'Ebbo, Altfrid, començava la construcció de la catedral, els fonaments de la qual no s'han modificat des de llavors. Durant el regnat de la Dinastia Otoniana saxona, Hildesheim, juntament amb els bisbats veïns d'Halberstadt i Magdeburg, es convertia en el territori eclesiàstic central de l'Sacre Imperi Romanogermànic. El bisbe Bernward (993-1022) i el seu successor Gotthard (1022-1038) afegiren molt de la tradició arquitectònica i cultural del modern Patrimoni de la Humanitat.
Al Reichstag a Magúncia el 15 d'agost de 1235 el bisbe Conrad II va aconseguir el reconeixement oficial d'Hildesheim com a principat-bisbat (Hochstift) de l'Emperador Frederic II de Hohenstaufen. Com a conseqüència negativa d'aquest fet, Hildesheim va començar a interferir amb el veí ducat de la Casa de Welf de Brunsvic-Lüneburg, el que va culminar en un conflicte obert (conegut con Conflicte de la Diòcesi d'Hildesheim) amb el bel·licós duc Enric el Jove de Brunsvic-Wolfenbüttel que va conduir a una pèrdua significativa de territoris per part del bisbat.
Al segle xvi, la majoria de la diòcesi així com la majoria del principat-bisbat d'Hildesheim es van fer protestants. Però el Bisbe va aconseguir no solament retenir la seva independència en relació als estats protestants veïns de Brunsvic-Lüneburg sinó també recuperar grans part de les terres perdudes, principalment perquè els seus bisbes eren membres de la poderosa Casa de Wittelsbach entre 1573 i 1761 destacant el príncep elector Climent August de Baviera (governava des de 1723), que també era príncep-arquebisbe i elector de Colònia, de Münster, d'Osnabrück i de Paderborn així com Gran Mestre de l'Orde Teutònic.
Durant la Mediatització de 1803, Hildesheim va perdre la seva sobirania i el territori fou integrat a Prússia que el va perdre aviat passant al Regne de Westfàlia. El Congrés de Viena de 1815 donava el territori al Regne de Hannover.

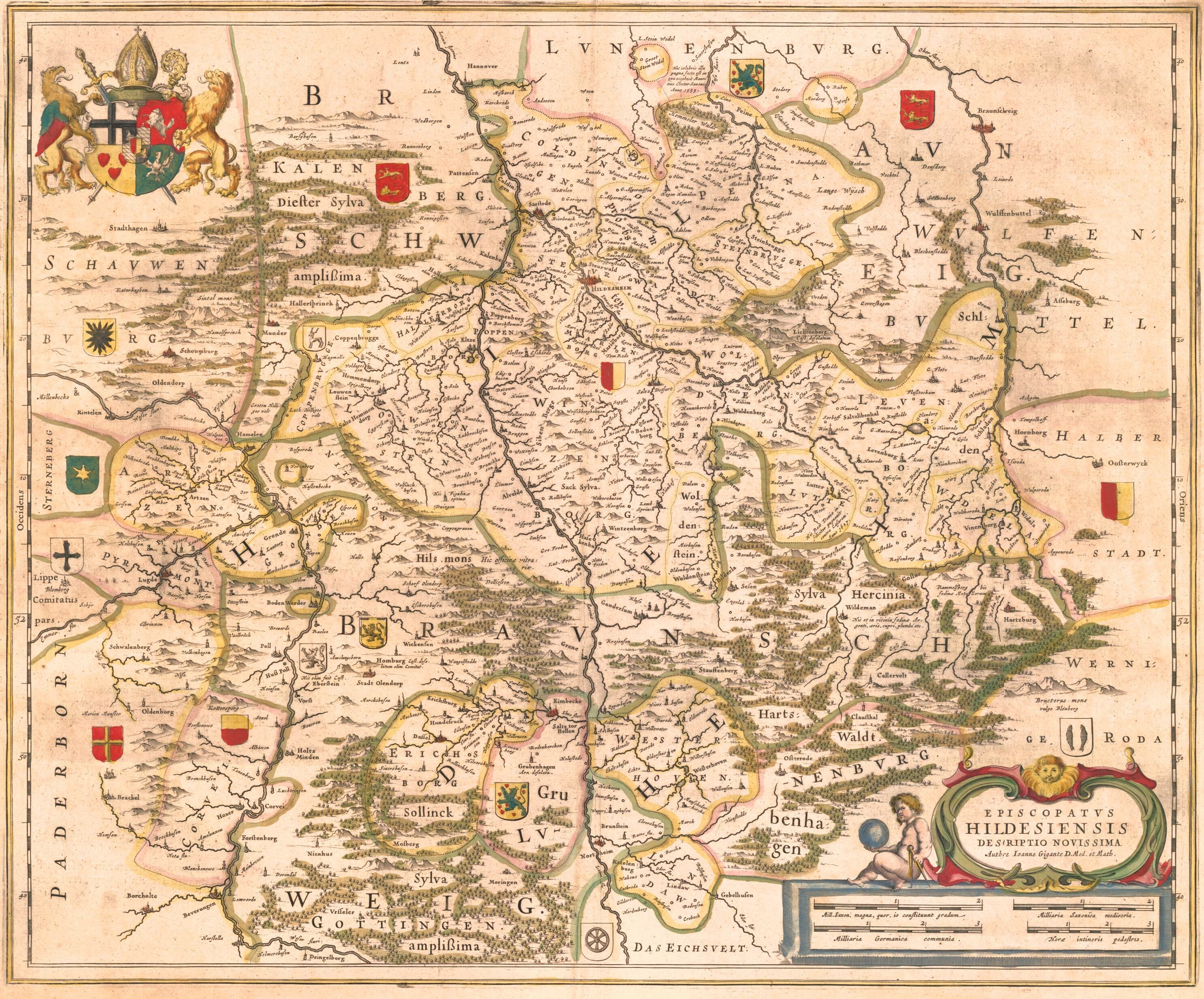
Episcopatus Hildesiensis, editat per Joan Blaeu, 1645

## Subdivisions(Ämter)
| - Aerzen - Grohnde (Emmerthal) - Coppenbrügge - Erichsburg (Dassel) - Hallerburg (Nordstemmen) - Koldingen (Pattensen) - Lauenstein (Salzhemmendorf) - Lindau | - Liebenburg - Lutter am Barenberge - Marienburg (Hildesheim) - Peine - Poppenburg (Nordstemmen) - Schladen - Steinbrück (Söhlde) - Steuerwald (Hildesheim) | - Vienenburg - Westerhof (Kalefeld) - Wiedelah (Vienenburg) - Winzenburg - Wohldenberg (Holle) - Wohlenstein (Seesen) |

## Llista de bisbes
| Nom                                            | Des de | Fins a | Escut                           |
| ---------------------------------------------- | ------ | ------ | ------------------------------- |
| Gunthar                                        | 815    | 834    |                                 |
| Rembert                                        | 834    | 835    |                                 |
| Ebbo                                           | 835    | 847    |                                 |
| Altfrid                                        | 847    | 874    | Altfrid                         |
| Ludolf                                         | 874    | 874    |                                 |
| Marquard                                       | 874    | 880    |                                 |
| Wigbert                                        | 880    | 908    |                                 |
| Waldbert                                       | 908    | 919    |                                 |
| Sehard                                         | 919    | 928    |                                 |
| Diethard                                       | 928    | 954    |                                 |
| Otwin                                          | 954    | 984    |                                 |
| Osdag                                          | 985    | 989    |                                 |
| Gerdag                                         | 990    | 992    |                                 |
| Bernward                                       | 993    | 1022   | Bernward                        |
| Godehard                                       | 1022   | 1038   | Godehard                        |
| Dithmar                                        | 1038   | 1044   |                                 |
| Azelí                                          | 1044   | 1054   |                                 |
| Heziló                                         | 1054   | 1079   |                                 |
| Udo de Gleichen-Rheinhausen                    | 1079   | 1114   |                                 |
| Bruning (canònicament irregular)               | 1115   | 1119   |                                 |
| Berthold I d'Alvensleben                       | 1119   | 1130   |                                 |
| Bernhard I                                     | 1130   | 1153   | Bernhard I                      |
| Bruno                                          | 1153   | 1161   |                                 |
| Herrmann de Wennerde                           | 1162   | 1170   |                                 |
| Adelog de Dorstadt                             | 1171   | 1190   | Adelog de Dorstadt              |
| Berno                                          | 1190   | 1194   |                                 |
| Conrad I de Querfurt                           | 1194   | 1198   |                                 |
| Heribert de Dahlem                             | 1199   | 1216   |                                 |
| Siegfried I de Lichtenberg                     | 1216   | 1221   |                                 |
| Conrad II de Riesenberg                        | 1221   | 1246   |                                 |
| Heinrich de Wernigerode                        | 1247   | 1257   |                                 |
| Johann de Brakel                               | 1257   | 1260   |                                 |
| Otó I de Brunswick-Lüneburg                    | 1260   | 1279   | Otó I                           |
| Sigfrid II de Querfurt                         | 1279   | 1310   |                                 |
| Heinrich II de Woldenberg                      | 1310   | 1318   |                                 |
| Otó II de Woldenberg                           | 1318   | 1331   |                                 |
| Enric III de Brunswick-Lüneburg                | 1331   | 1363   | Enric III de Brunswick-Lüneburg |
| Eric I de Schauenburg                          | 1332   | 1349   |                                 |
| Johann II Schadland                            | 1363   | 1365   |                                 |
| Gerhard de Berg (Bisbe de Verden 1363–1365)    | 1365   | 1398   | Gerhard de Berg                 |
| John III d'Hoya                                | 1398   | 1424   |                                 |
| Magnus de Saxònia-Lauenburg                    | 1424   | 1452   | Magnus de Saxònia-Lauenburg     |
| Bernhard III                                   | 1452   | 1458   |                                 |
| Ernst I de Schauenburg                         | 1458   | 1471   |                                 |
| Henning de Haus                                | 1471   | 1481   |                                 |
| Berthold II de Landsberg                       | 1481   | 1502   | Berthold II de Landsberg        |
| Eric II de Saxònia-Lauenburg                   | 1503   | 1504   |                                 |
| Joan IV de Saxònia-Lauenburg                   | 1504   | 1527   |                                 |
| Balthasar Merklin                              | 1527   | 1531   |                                 |
| Otó III de Schauenburg                         | 1531   | 1537   |                                 |
| Valentin de Teutleben                          | 1537   | 1551   |                                 |
| Frederic de Denmark (també bisbe de Schleswig) | 1551   | 1556   |                                 |
| Burkhard d'Oberg                               | 1557   | 1573   | Burkhard d'Oberg                |
| Ernest II de Bavaria                           | 1573   | 1612   | Ernest II de Bavaria            |
| Ferran de Baviera                              | 1612   | 1650   | Ferran de Baviera               |
| Maximilià Enric de Baviera                     | 1650   | 1688   | Maximilià Enric de Baviera      |
| Jobst Edmund de Brabeck                        | 1688   | 1702   | Jobst Edmund de Brabeck         |
| Josep Climent de Baviera                       | 1702   | 1723   | Josep Climent de Baviera        |
| Climent August I de Baviera                    | 1723   | 1761   | Climent August I de Baviera     |
| Seu vacant                                     | 1761   | 1763   |                                 |
| Frederic Guillem de Westfàlia                  | 1763   | 1789   | Frederic Guillem de Westfàlia   |
| Franz Egon de Fürstenber                       | 1789   | 1825   | Franz Egon de Fürstenber        |
| Karl de Gruben, (Regent)                       | 1825   | 1829   |                                 |
| Gotthard Joseph Osthaus                        | 1829   | 1835   | Gotthard Joseph Osthaus         |
| Franz Ferdinand Friedrich Fritz                | 1836   | 1840   | Franz Ferdinand Friedrich Fritz |
| Jakob Joseph Wandt                             | 1842   | 1849   | Jakob Joseph Wandt              |
| Eduard Jakob Wedekin                           | 1850   | 1870   | Eduard Jakob Wedekin            |
| Daniel Wilhelm Sommerwerck                     | 1871   | 1905   | Daniel Wilhelm Sommerwerck      |
| Adolf Bertram                                  | 1906   | 1914   | Adolf Bertram                   |
| Josef Ernst                                    | 1915   | 1928   |                                 |
| Nikolaus Bares                                 | 1929   | 1934   | Nikolaus Bares                  |
| Joseph Godehard Machens                        | 1934   | 1956   | Joseph Godehard Machens         |
| Heinrich Maria Janssen                         | 1957   | 1983   | Heinrich Maria Janssen          |
| Josef Homeyer                                  | 1983   | 2004   | Josef Homeyer                   |
| Seu vacant                                     | 2004   | 2006   |                                 |
| Norbert Trelle                                 | 2006   |        | Norbert Trelle                  |

## Prínceps-bisbes de la casa Wittelsbach
- Ernest (1573-1612)
- Ferran (1612-1650)
- Maximilià Enric (1650-1688)
- Josep Climent (1688-1723)
- Climent August (1723-1761)